# Satyrus kenteana
Satyrus kenteana är en fjärilsart som beskrevs av Otto Staudinger. Satyrus kenteana ingår i släktet Satyrus och familjen praktfjärilar. Inga underarter finns listade.